# Batería (instrumento musical)
La batería, también denominada batería acústica, es un instrumento musical conformado por un conjunto de instrumentos de percusión configurados para ser tocados por una sola persona. Es usada por muchas agrupaciones musicales.
En algunos países, el término «batería» también se refiere al músico que toca estos instrumentos, al igual que el término «baterista», ambos equivalentes. Este instrumento nació de la necesidad de producir diferentes percusiones en un solo sistema agrupado y cómodo para ser tocados simultáneamente por una sola persona.
Una batería es un conjunto de tambores, platillos y otros instrumentos de percusión, que se colocan en soportes para ser tocados por un solo músico, con baquetas en ambas manos y los pies accionando los pedales que controlan el platillo del hi-hat y el golpeador del bombo. A veces, puede haber dos pedales de bombo para crear un ritmo más rápido. Una batería se compone de una mezcla de tambores (clasificados clásicamente como membranófonos, clasificación de alto nivel 2 de Hornbostel-Sachs) e idiófonos, sobre todo platillos, pero también puede incluir una caja china o un cencerro (clasificados como de alto nivel 1 de Hornbostel-Sachs). En la década de 2020, algunas baterías también incluyen instrumentos electrónicos (clasificación Hornbostel-Sachs 53). Así mismo, se utilizan tanto baterías híbridas (que mezclan instrumentos acústicos y baterías electrónicas) como baterías totalmente electrónicas.
Una batería moderna estándar (para un intérprete diestro), tal como se utiliza en la música popular y se enseña en escuelas de música, contiene:
- Una caja, montada en un soporte, colocada entre las rodillas del músico y tocada con baquetas (que pueden incluir escobillas).
- Un bombo, que se toca con un pedal accionado por el pie derecho, que mueve un golpeador o maza cubierta de fieltro.
- Dos o más toms, tocados con baquetas o escobillas.
- Un hi-hat (dos platillos montados en un soporte), tocado con las baquetas, que se abre y se cierra con el pedal del pie izquierdo (también puede producir sonido sólo con el pie).
- Uno o varios platillos, montados en soportes, tocados con las baquetas.

Todos estos instrumentos se clasifican como percusión sin tono, lo que permite que la música se anote utilizando la notación de percusión, para la que existe una forma semiestandarizada tanto para la batería como para la batería electrónica. La batería se suele tocar sentado en un taburete conocido a veces como trono. Mientras que muchos instrumentos, como la guitarra o el piano, pueden interpretar melodías y acordes, la mayoría de baterías son incapaces de hacerlo, ya que producen sonidos de tono indeterminado. La batería forma parte de la sección rítmica estándar, utilizada en muchos tipos de estilos musicales populares y tradicionales, desde el rock y el pop hasta el blues y el jazz. Otros instrumentos estándar utilizados en la sección rítmica son el piano, la guitarra eléctrica, el bajo eléctrico y los teclados.
Muchos bateristas amplían sus baterías a partir de esta configuración básica, añadiendo más tambores, más platillos y muchos otros instrumentos, entre ellos la percusión con tono (p. ej., xilófonos o marimbas). En algunos estilos musicales, es normal que se realicen determinadas ampliaciones. Por ejemplo, algunos bateristas de rock y heavy metal utilizan dobles bombos, que pueden conseguirse con un segundo bombo o bien con un doble pedal a distancia. Algunos bateristas progresivos pueden incluir en su equipo percusión orquestal, como gongs o campanas tubulares. Algunos intérpretes, por ejemplo, algunos bateristas de rockabilly y funk, tocan baterías pequeñas que omiten elementos de la configuración básica.

## Historia de la batería
Los instrumentos de percusión son considerados los más antiguos de los instrumentos musicales junto a los de viento o armónicos. El origen de la batería se localiza en los Estados Unidos a finales del siglo XIX y radica en la unión, en 1890, de unos cuantos instrumentos que se tocaban por separado hasta el momento: el redoblante, el bombo y los platillos, popularizados por la música europea pero todos de origen turco.

En el siglo XIX, los músicos románticos comenzaron a utilizar baterías cada vez más grandes, que fueron utilizados a principios del siglo XX, en el cakewalk y otros estilos estadounidenses precursores del jazz.

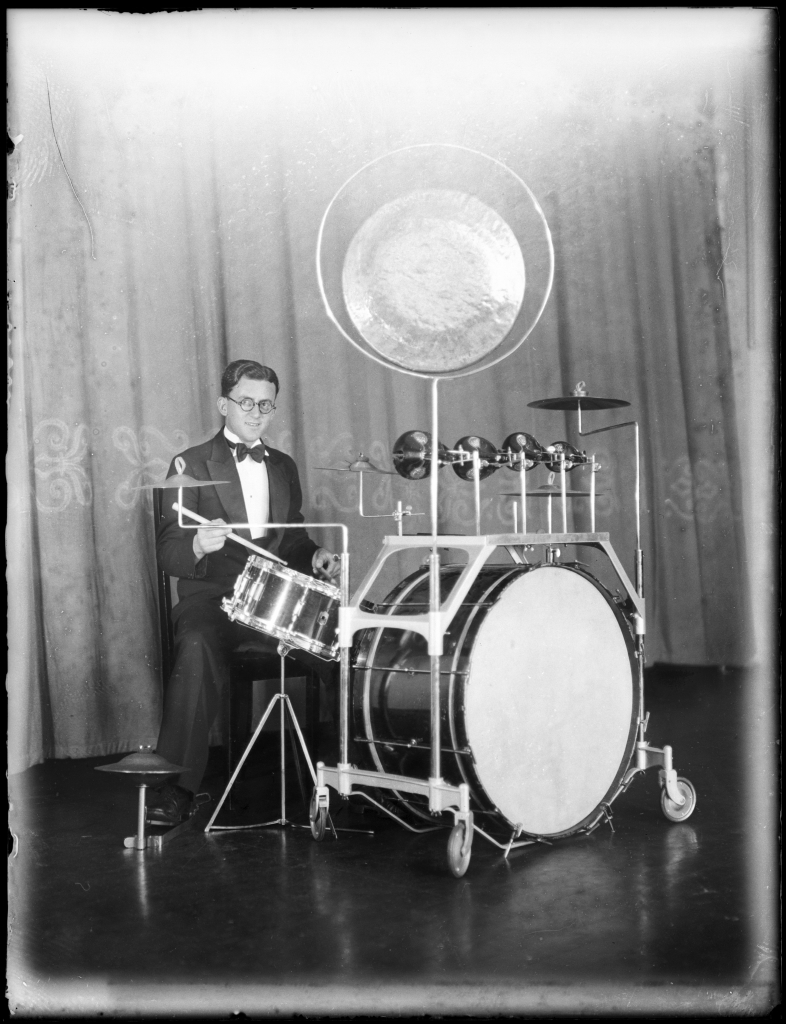
Batería de 1935 con algunos elementos poco comunes hoy en día.

Antes de que todos los instrumentos fueran unidos y mientras su unión no era popular, eran tocados por varias personas (entre 2 y 4), cada una de las cuales se encargaba de alguno de los instrumentos de percusión. Pero las pérdidas durante la Primera Guerra Mundial afectaron a la alta burguesía, que solía contar con pequeñas orquestas privadas, y se vieron obligados a reducir el número de músicos, y en muchos casos estos, sobre todo los percusionistas, aprendieron a tocar varios instrumentos a la vez.
Con la invención del pedal de bombo (primero, de madera; después, de metal), en 1910, por parte de Wiliam F. Ludwig, se permitió que casi todos los instrumentos de percusión pudieran ser tocados por una sola persona o músico.

## Composición de una batería

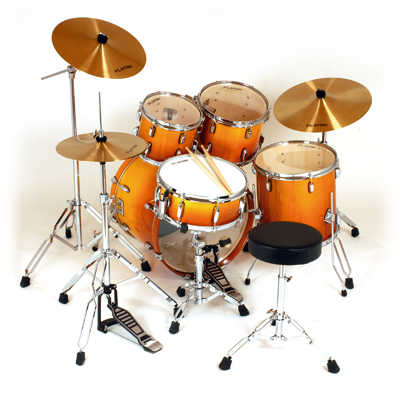
Batería básica con caja, bombo con pedal simple, dos toms aéreos, un tom base, un plato hi-hat con su pedal, un Crash y un Ride.

La batería está compuesta por un conjunto de tambores, cubiertos por dos parches que están hechos de un material derivado del plástico y dependiendo del tambor es un tipo de parche u otro. Hay desde parches muy básicos hasta los parches más complejos, compuestos por una capa de un plástico base, otra con aceite que guarda el sonido y crea un "reverb" y otra que es la sección de golpeo hecha de un material derivado del látex para la mayor duración del mismo. Un tambor está compuesto por dos parches, uno de golpeo (en la parte superior) y otro resonante (en la parte inferior). Estos tambores pueden variar su diámetro, afectando al tono, y la profundidad, variando la sensibilidad sobre el parche de resonancia.
Además la batería también es acompañada por los imprescindibles platillos, otros accesorios relativamente comunes (tales como el cencerro, panderetas, bloques de madera, entre otros) y ocasionalmente cualquier objeto que produzca un sonido con cierta musicalidad y del gusto del baterista.
La batería se puede afinar con una llave de afinación y un sistema de capachos o lugs y pernos de afinación que tensan el parche.
Mientras más tenso el parche, más agudo el sonido que emite, y cuanto menos tenso más grave el sonido emitido.

### Piezas

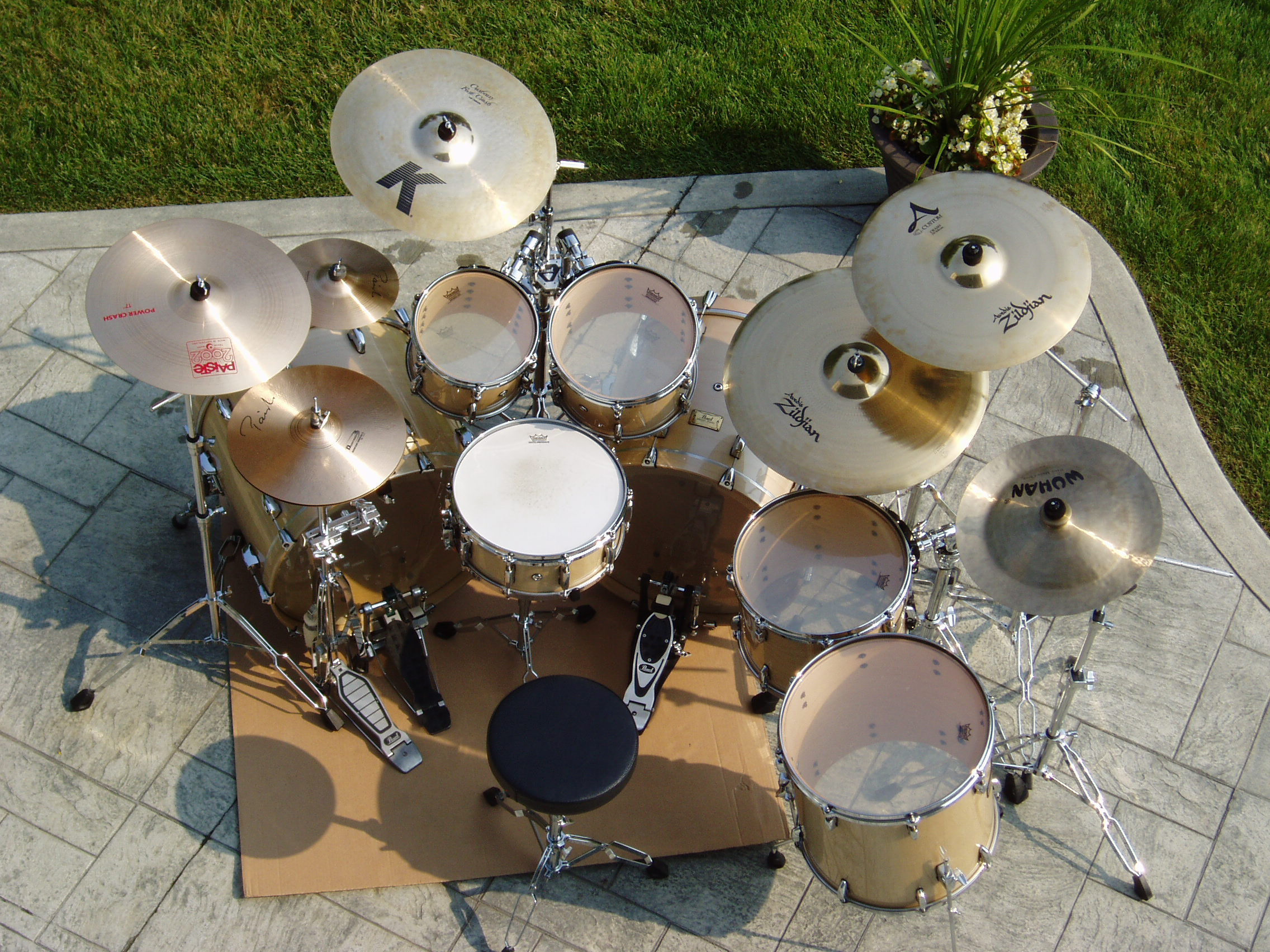
Batería vista desde arriba. Consta de una caja en el centro, dos bombos cada uno con su pedal, dos Toms (tom 1 y tom 2) aéreos, dos Toms base a la derecha, un hi-hat con su pedal a la izquierda de la caja, un plato Ride (el más grande) a la derecha de la caja, varios Crash, un pequeño Splash y un China.

- Bombo: Usualmente tiene un diámetro desde 45,7 a 66 cm (18” hasta 26”), y una profundidad de entre 35,6 a 55,9 cm (14” y 22”) aunque también se los encuentra desde las 16 pulgadas hasta las 28 pulgadas de diámetro. El más usado es el de 22×18”. El bombo generalmente se maneja con el pie a través de un pedal con una maza. También se puede manejar con un doble pedal, usando los dos pies que, comúnmente se conectan por medio de un sistema cardánico que activa la segunda maza, aunque existen diversos sistemas, incluso algunos de activación con el talón y la punta de los pies. El bombo posee la voz más grave y potente de todo el conjunto y, por ello, cumple una función de cimentación básica en la interpretación. En el Heavy Metal puede haber dos pedales situados delante del bombo para alcanzar mayor velocidad.
- Caja, tarola o redoblante: Suelen tener un diámetro de 14”, pero los hay desde 10” a 17”. La profundidad estándar es 5,5”, pudiendo variar desde 3,5” (piccolo) hasta 8,0”. A diferencia de los otros tambores, la caja posee una bordona o conjunto de alambres que, colocada en contacto con el parche de resonancia, produce su vibración por simpatía y el característico sonido a zumbido de la caja. Su función es marcar los compases, lo que no impide que se use libremente, logrando cambios en la marcha o contratiempos.
- Tom toms o toms: Miden desde 6” hasta 15” de diámetro. Generalmente van montados sobre el bombo, pero si se usan más de dos, llevan soportes adicionales. Muchas veces los toms van sobre los pedestales de los platillos. Actualmente los toms o también llamados toms aéreos van en pedestales exclusivos para los toms y vienen en varios diseños uno de los más comunes son los que se parecen a los pedestales del redoblante.
- Tom base o tom de piso (goliat o chancha): Miden desde 14” hasta 20” pulgadas de diámetro. Generalmente poseen patas individuales, pero algunas veces permiten ser anclados a un pedestal de platillo.

### Platillos

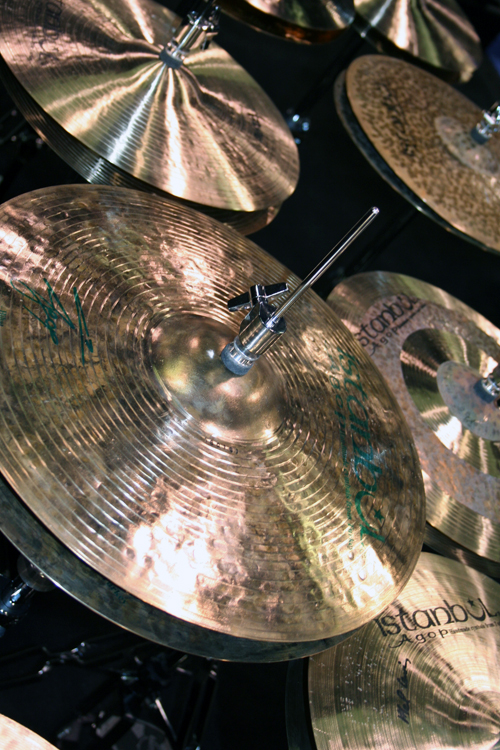
Diversos platillos tipo hi-hat o charles. Nótese que cada hi-hat se compone de dos platillos, uno superior cuya altura se controla con el pedal y otro inferior, generalmente más pesado.

- Crash o Remate: Platillo mediano de 12” a 22”. Se utiliza para dar énfasis en los pasajes musicales y para algunos ritmos.
- Ride o Ritmo: Platillo grande cuyo diámetro varía entre 17” y 24”, aunque hay marcas a modo de curiosidad que los fabricaron de 26" e incluso hasta de 32”. Los más comunes son los de 20” 21" y 22”. Muchas veces se usan para llevar el ritmo en sustitución del hi-hat.
- Splash: Platillo pequeño que varía de 5” hasta 13” pulgadas. Se usan para efectos especiales, comúnmente en pasajes de poca intensidad sonora.
- China: Platillo que se fabrica desde 10” hasta 22”. También existe el china-splash, de 8” a 12” pulgadas. Se usan para efectos. Su diseño es característico pues son colocados del revés. Tiene una cierta similitud de sonido con el crash.
- Bell: plato de entre 4 y 12 pulgadas de mucho grosor, usado para efectos y breaks, en muy pocas ocasiones para llevar el pulso. Es habitual encontrarlo en la configuración de los baterías de géneros como el Deathcore o el metal extremo. Su sonido es muy puro, parecido al de la campana del ride pero sin la base. Su forma es la de un splash con la campana enorme, y es casi irrompible; su sustain es muy prolongado y se suele colocar boca arriba.
- Crash ride: Platillo mediano-grande de 18”-22”. Hay gente que los usa como Crash y como Ride, y gente que los usa solo como Crash, debido a su mayor potencia.
- Hi-hats, Charleston, Charles, o Contratiempos: Sistema que consta de 2 platillos instalados en un soporte con pedal que permite que uno caiga sobre el otro haciéndolos sonar. Se fabrican de entre 10” y 15”, aunque se han llegado a fabricar incluso de 16" y 17". El más común es el de 14” y el de 15" pulgadas. Puede ser normal o edge (borde); este último consiste en que el plato que va abajo (bottom) tiene un borde corrugado que da un sonido mejor para ciertos géneros. Los Hi-hats se pueden tocar cerrado y abierto, usando el pedal.
- También existen platillos de efectos "especiales", como los cup chime, los bell, los chopper, spiral trash, china-splash, etc. que producen sonidos verdaderamente únicos y característicos para ampliar las posibilidades musicales del instrumento.
- También hay algunas baterías que incluyen en su set de platillos un gong (muchas veces de decoración). Estos suelen fabricarse desde los diminutos gongs de 6" a los de 60", aunque también se fabrican gigantescos gongs de 80".

Las configuraciones de tambores y platillos se hacen a gusto del baterista. Por tal motivo varían los tamaños y formas e incluso marcas, ya que cada una de ellas brindan un sonido único y fácilmente característico.

### Pedales

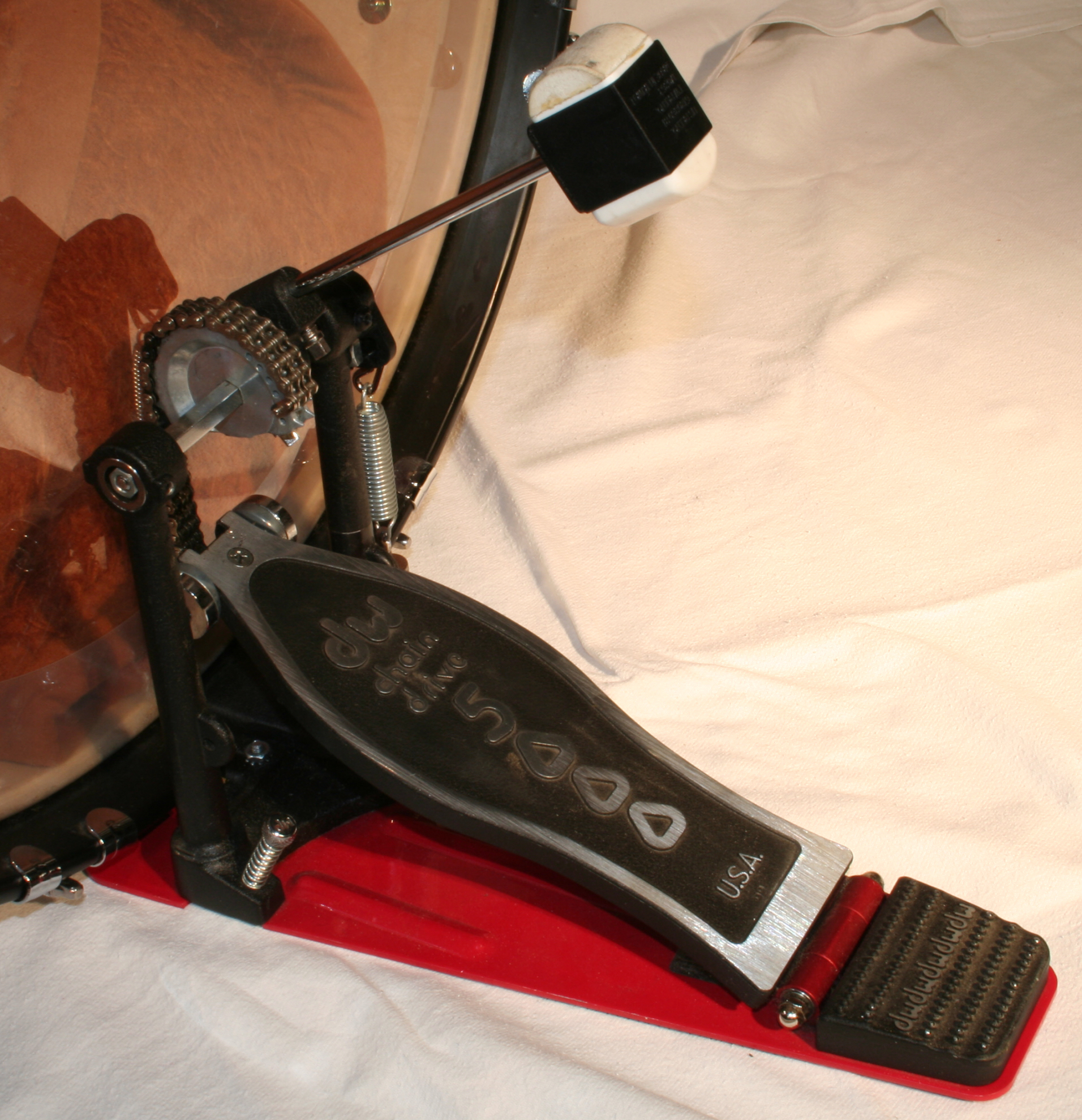
Pedal de bombo simple con sistema de tracción doble cadena (nótese que la cadena que une la leva y la plataforma es doble) y maza con dos superficies intercambiables al girarla.

Los pedales se emplean para controlar con los pies distintos elementos de la batería, generalmente los platillos hi-hat y el bombo de la batería. En ocasiones, aunque no es tan común, algunos bateristas usan pedales en cajas, tambores u otros hi-hats que controlan con pedales remotos.
Los pedales de bombo constan básicamente de:
- Una plataforma sobre la que el pie aplica la fuerza.
- Una maza con un extremo pesado que golpea el parche del bombo, con superficie de diversos materiales como madera, plástico o fieltro.
- Un sistema de muelles u otro sistema que provoque la tensión necesaria para que la maza del pedal vuelva a su posición de reposo.
- Una leva que transforma el movimiento giratorio arriba-abajo de la plataforma en el movimiento giratorio atrás-adelante de la maza.
- Una conexión mecánica entre el pedal y la leva. Generalmente se trata de una cinta de nailon, kevlar o una cadena simple o doble de acero. En los últimos años está ganando popularidad el sistema de tracción directa, en el que una pieza rígida une la plataforma y la leva.

El funcionamiento del pedal de platillo hi-hat es parecido, aunque su función es la de cerrar horizontalmente los dos platillos y volver a separarlos al soltar el pedal, por lo que carece de leva y maza.
Tradicionalmente se ha usado un solo pedal de bombo, aunque en las últimas décadas el pedal doble (un segundo pedal unido mediante una junta homocinética cardan) ha ganado bastante popularidad, al permitir al baterista tocar el bombo con dos pies, pudiendo así tocar patrones más complejos de la misma forma que toca con las manos. Además, tiene la ventaja de no tener que recurrir a un segundo bombo completo con su pedal (doble bombo) con el coste que ello acarrea.
El doble pedal es un aparato similar al pedal simple con la ventaja de poder controlar los golpes de bombo con ambos pies. El doble pedal articula dos mazas en la mayoría de las veces a un solo bombo, con lo cual se obtiene la ventaja de un sonido similar en cada golpe. La incorporación de este tipo de pedal dentro de la batería presenta ciertos retos ya que resulta complicado encajar el pedal dentro del conjunto ya existente. A veces el músico tiene que recolocar los soportes de la caja con su encaje con el hi-hat o charles siendo especialmente difícil, dado que los pedales de ambos aparatos deberían posicionarse directamente bajo el pie del músico.
Uno de los pioneros del uso del pedal de doble bombo fue el baterista de jazz Louie Bellson. Posteriormente, este tipo de pedal se ha utilizado principalmente en grupos de rock, metal, hardcore, y relacionados. Asimismo, muchos bateristas profesionales independientes de estudio destacan en el uso de este aparato.

### Otros instrumentos
Otros instrumentos que pueden ir comúnmente en la batería son, entre otros:
- Cencerros
- Pandereta
- Bongós
- Conga
- Caja china
- Octoban
- Batería electrónica

La batería está muy abierta al gusto del propio músico por utilizar variedad de sonidos. Por ello, aunque generalmente se emplean piezas muy parecidas, cada baterista es libre de incorporar cualquier objeto que produzca un sonido digno de aplicar musicalmente.

## Batería electrónica

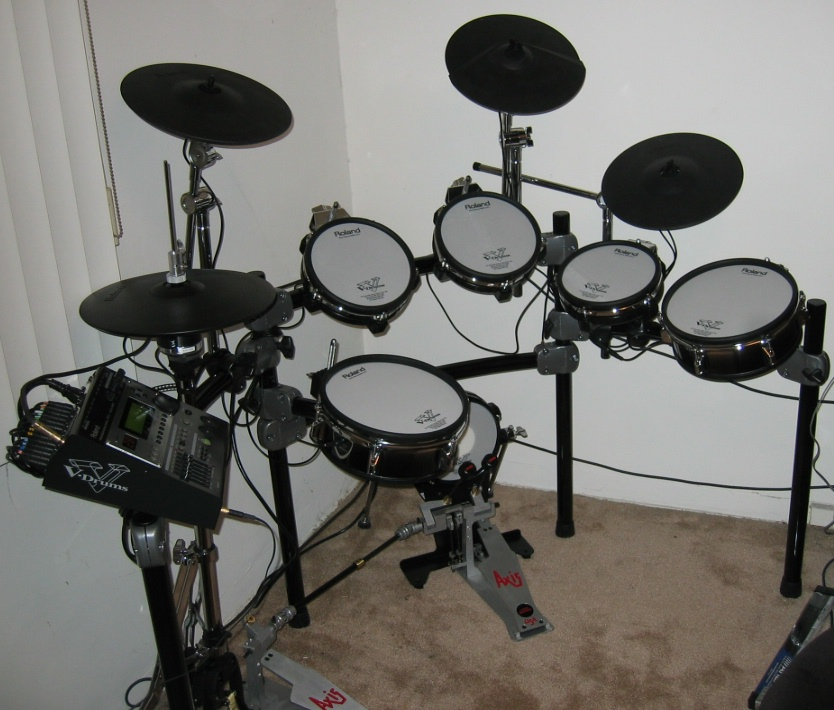
Batería electrónica de gama media con pedal de bombo doble de tracción directa. Puede apreciarse que el hi-hat está en un soporte normal, igual que en una batería acústica.

La batería electrónica consta generalmente de parches virtuales, o pads electrónicos, similares a los de práctica (de material poco vibrante), que producen un sonido determinado y programable.
Hay algunos modelos que permiten tocar encima de la música o de otros ritmos ya registrados anteriormente o ya incluidos en la caja de sonidos instalada en la batería electrónica.
Muchas baterías ya llevan incluidos muchos sonidos para programar en los parches y no tener que incluir ningún instrumento más.
Las diferentes partes de una batería electrónica común son (en algunos tipos se pueden incluir más):
- 1 caja o tambor o redoblante
- 3 tom (normalmente 2 sobre el pad del bombo y otro al lado opuesto de la caja)
- 1 bombo
- 2 platillos (crash y ride)
- 1 platillos de hi-hat (charles)
- 1 pedal para el bombo
- 1 pedal para el hi-hat, que generalmente no se encuentra en las baterías electrónicas de mayor gama, que suelen incluir un soporte normal de hi-hat al igual que las baterías acústicas.
- Rack ("andamio" para montar los elementos)
- Un módulo que procesa los sonidos que se tocan y genera la señal sonora.

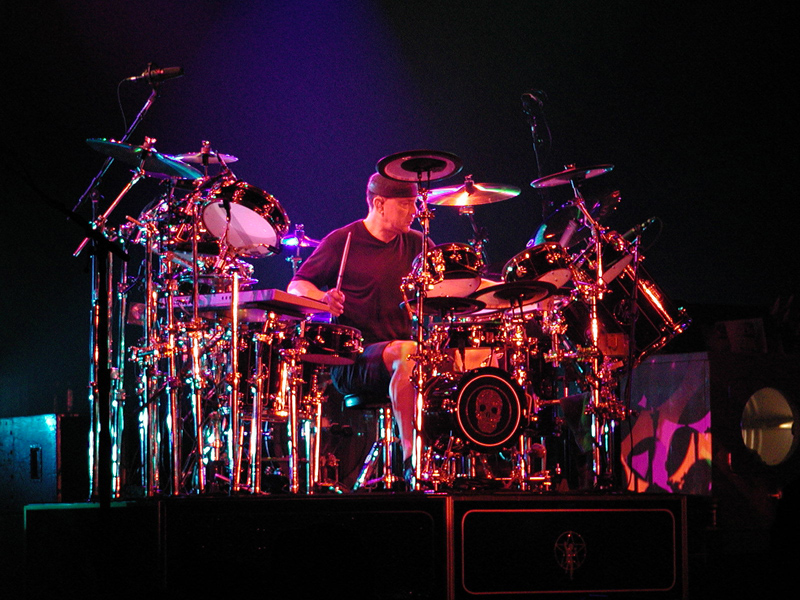
Neil Peart usando la parte electrónica de su kit de 360°.

En su mayoría, son baterías "alternas" que son utilizadas para ritmos contemporáneos electrónicos, son muy versátiles pero a veces, muy limitadas en cuanto a sonido, afinación y sensación, ya que como lo hemos mencionado anteriormente, en general sus "parches" son electrónicos y de sonido programabable y por lo tanto no brindan respuesta ni sensación muy buena.
En todo caso, hoy en día los fabricantes de baterías electrónicas disponen de muchas tecnologías que buscan homologar sonidos, apariencia y sensación al golpe, llegando incluso a tener sonidos que imitan diferentes tipos de maderas, sonidos diferentes en las áreas de los pads (imitando rimshots o golpes en la campana, centro y borde del plato, aleaciones de metales o marcas en el caso de los platillos). También hay algunas que usan parches tradicionales y algunas híbridas o electroacústicas, que pueden usarse de ambas formas.
Otra ventaja es que pueden ser fácilmente conectadas a una computadora, con lo que se pueden experimentar una infinidad de sonidos y es fácil de grabar.
Hay bateristas como Phil Collins, Neil Peart de Rush y Rick Allen de Def Leppard, que usan kits con ambos sistemas.

## Técnica
La manera de tocar la batería ha ido evolucionando con el tiempo, dado que las necesidades de los bateristas cambian.
En primer lugar cabe destacar que actualmente no solo existen las baquetas de madera para tocar, sino que también hay escobillas o escobetillas, baquetones de goma o de fieltro, etc.
A la forma de agarrar las baquetas se le llama agarre o en inglés, "grip". La forma de tomarlas más común hoy en día es el Matched Grip, que aunque tiene variantes, básicamente consiste en:
1. Buscar en la baqueta el punto en el que el rebote se da con mayor facilidad y tenga la mayor duración posible. Aproximadamente se encuentra entre el primer cuarto y el primer tercio de la baqueta (en el extremo que no es la punta), por ser el punto en el que se anulan las fuerzas de reacción en nuestra mano al golpear, permitiendo un golpeo de mayor contundencia con el mínimo esfuerzo.
2. Cerrar la mano sosteniendo la baqueta con los dedos pulgar e índice, tratando de que quede un espacio para que la baqueta pueda pendulear fácilmente cuando golpee.
3. Hacer rebotar la baqueta en la palma de la mano y el tom, para así conseguir una mayor velocidad.

Se emplean movimientos de dedos y muñecas principalmente, también se usan codos y brazo, dependiendo de la distancia, fuerza y técnica de cada baterista.

## El músico
El término «percusionista» se refiere al músico que toca percusión académica (música clásica) o latina, aunque a la persona que toca la batería se la denomina «batería» o «baterista», indistintamente.
Es raro que la batería (junto con la guitarra eléctrica o acústicas y el piano digital o acústico) no forme parte de las formaciones de música popular occidental del siglo XX con influencias norteamericanas (jazz, blues, rock, pop, reggae, heavy metal, etc.), ya que la batería es el instrumento más importante y que forma la base fundamental para estos géneros musicales. 
Se necesita tener coordinación, musicalidad, capacidad de crear-mantener el tiempo y energía, ya que por lo general tiene que tocar a la vez varios elementos de percusión. Una de las funciones más importantes del baterista es la de mantener el tempo o pulso de la canción, bien sea para «generar» el tiempo y que los demás músicos le sigan, bien sea para crear diferentes ritmos alrededor de ese tempo, dándole a la canción dinámicas muy distintas.
Se denomina «batería de estudio» o «de sesión» al profesional capaz de desenvolverse en cualquier estilo de música, además de estar preparado para interpretar la mayor parte de las obras musicales con unos pocos minutos de analizar la partitura maestra o una partitura de batería.
Un elemento fundamental en un baterista es poseer una condición física apropiada, dada la naturaleza mecánica del instrumento de percusión. Según un estudio realizado en la Universidad de Chichester, Inglaterra, un baterista en un concierto de una hora de duración puede quemar entre 400 y 600 calorías, lo cual lo pone a la altura de un futbolista profesional. El estudio realizado por el doctor Marcus Smith, especialista en medicina deportiva, arrojó otros datos interesantes sobre el extraordinario esfuerzo físico que realizan estos músicos en cada presentación. El baterista encargado de ayudar en este estudio fue Clem Burke de Blondie.